# Kaatschen
Kaatschen ist Teil von Kaatschen-Weichau, einem Ortsteil der Gemeinde Großheringen im Landkreis Weimarer Land in Thüringen.

## Lage
Kaatschen liegt östlich der Saale und der Bahntrasse Berlin-München direkt am Ufer des Flusses und nördlich von Camburg und südlich von Bad Sulza. Die Gemarkung des Dorfes befindet sich auf Aueböden in der Flussniederung und Muschelkalkverwitterungsböden an den Hanglagen. Über eine Verbindungsstraße bei Querung eines Fluss- und Bahnübergangs nach Weichau ist der Ort mit der Landesstraße 1061 verbunden. Von dieser erreicht man die Bundesstraßen 87 und 88. Der Saale-Radwanderweg berührt das Dorf.
Am südlichen Ortsrand befindet sich ein alter Terrassenweinberg, welcher auch heute noch mit hervorragenden Rebsorten bestückt ist. Auch die übrigen östlichen Hanglagen des Ortes tragen Weinberge, unter ihnen der „Kaatschner Dachsberg“.

## Geschichte
Im September 1219 wurde das Dorf erstmals urkundlich erwähnt. Wegweisend war bereits damals die Nennung eines Weinberges. Kaatschen hatte ursprünglich seinen Gerichtsstand auf der Rudelsburg, er gehörte jedoch mit der Heerfolge, den Steuern und weiteren hoheitsrechtlichen Abgaben zum wettinischen Amt Camburg, welches aufgrund mehrerer Teilungen im Lauf seines Bestehens unter der Hoheit verschiedener Albertinischer und Ernestinischer Herzogtümer stand. 1826 kam der Ort als Teil der Exklave Camburg vom Herzogtum Sachsen-Gotha-Altenburg zum Herzogtum Sachsen-Meiningen. Von 1922 bis 1939 gehörte der Ort zur Kreisabteilung Camburg.
Erstmals werden Einwohner dieses Ortes um 1420 erwähnt. Oberhalb des Ortes führte über viele Jahrhunderte eine bedeutende Fernhandelsstraße entlang, die sogenannte „Salzstraße“, an der erst kürzlich sowohl ein steinzeitlicher Siedlungs- und Kultort, wie auch die mittelalterliche Wüstung Neschwitz entdeckt wurden.
Kirchlich ist das Dorf seit der ersten Erwähnung nach Kleinheringen, ein Filial von Saaleck, eingepfarrt. Bis 1539 war die Pfarrei römisch-katholisch. Mit Einführung der Reformation im albertinischen Sachsen 1539 wurde auch für die Kaatschener in Kleinheringen evangelisch gepredigt. Im Zuge des Strukturwandels der Evangelischen Kirche Mitteldeutschlands ist heute die Pfarrei in Bad Sulza zuständig.

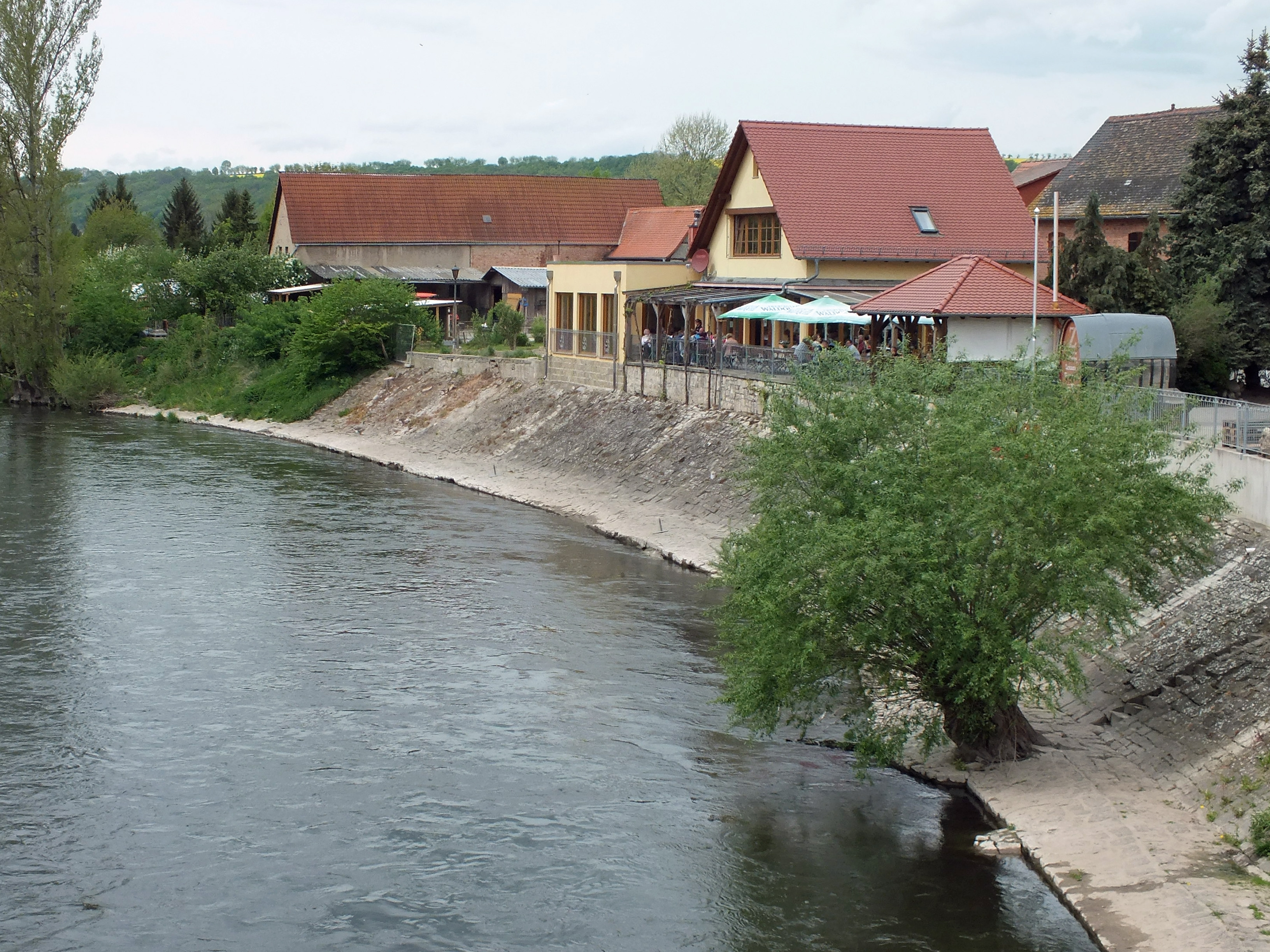
Der Weingutsausschank Zahn an der Saale

Das Dorf war stets durch Pflanzenbau geprägt. Die Bauern und Spezialbetriebe wurden zur Zeit der DDR den zwangskollektiviert. Für die neue wirtschaftliche Entwicklung nach der Wende steht beispielhaft das Thüringer Weingut Zahn. Die idealen Bedingungen, die für den Anbau des Weines schon seit dem hohen Mittelalter in Kaatschen genutzt wurden, veranlasste die ursprünglich aus Hirschroda stammende, ab 1838 als Landwirte in Kaatschen tätige, Familie Zahn in den 1980er Jahren, diesen neu zu beleben. 2012 lebten im Ort 150 Einwohner.
Das Dorf und seine Umgebung dienten auch schon als Filmkulisse für die Krimiserie „Heiter bis tödlich“.